# Calcarelli
Calcarelli is een plaats (frazione) in de Italiaanse gemeente Castellana Sicula.